# Брилёв, Тимофей Ефимович
Тимофей Ефимович Брилёв (1906—1966) — участник Великой Отечественной войны, командир орудия 276-го гвардейского лёгкого артиллерийского полка 23-й гвардейской лёгкой артиллерийской бригады 5-й артиллерийской дивизии 4-го артиллерийского корпуса прорыва 65-й армии Центрального фронта, гвардии старшина, Герой Советского Союза (1943).

## Биография
Родился 28 мая (10 июня по новому стилю) 1906 года в селе Ленинка, ныне Зерноградского района Ростовской области, в крестьянской семье. Русский.
Окончил 4 класса. Работал в колхозе.
В Красной Армии с 1941 года. С началом Великой Отечественной войны на фронте. Член ВКП(б)/КПСС с 1943 года.
Командир орудия гвардии старшина Тимофей Брилёв 4 сентября 1943 года в бою за посёлок городского типа Середина-Буда (ныне город Сумской области Украины), выдвинув орудие на открытую огневую позицию в 300—400 метрах от противника, вступил в борьбу с шестью вражескими танками, подбив четыре из них. Высота, за которую шёл бой, была удержана.
Участник Курской битвы. В 1945 году окончил курсы младших лейтенантов. После войны младший лейтенант Т. Е. Брилёв — в запасе. Вернулся в родное село Ленинка, а затем с семьёй переехал в станицу Егорлыкская Ростовской области.
Жил и работал в станице Егорлыкской в райпотребсоюзе.
Умер 25 декабря 1966 года в станице Егорлыкская Ростовской области.

## Память
- В станице Егорлыкская в память о Герое установлена мемориальная доска, также его именем названа одна из улиц станицы[2].

## Награды
- Указом Президиума Верховного Совета СССР от 16 ноября 1943 года за образцовое выполнение боевых заданий командования на фронте борьбы с немецко-фашистскими захватчиками и проявленные при этом мужество и героизм гвардии старшине Брилёву Тимофею Ефимовичу присвоено звание Героя Советского Союза с вручением ордена Ленина и медали «Золотая Звезда» (№ 1543).
- Орден Ленина.
- Медали.